# Spata (wieś)
Spata – wieś w Rumunii, w okręgu Temesz, w gminie Bara. W 2011 roku liczyła 27 mieszkańców.